# Agate du combat de Pylos
L'Agate du combat de Pylos est un sceau d'origine minoenne en agate représentant un guerrier engagé dans un combat au corps à corps,. Il a été découvert en 2017 sur un site archéologique du Péloponnèse, près du palais de Nestor, à Pýlos. Il est daté d'environ 1450 av. J.-C.. Le sceau est remarquable pour ses gravures élaborées et sa ressemblance à l'art de la période classique plus récente.
| Image externe |                                                  |
|               | Agate du combat de Pylos. (Wikipédia en anglais) |

## Découverte
Le sceau a été découvert par une archéologue de l'université de Cincinnati à l'intérieur de la tombe d'un guerrier antique près du Pylos moderne. Il se compose d'une agate de 3,6 cm de long. Cette pierre a été trouvée avec quatre chevalières-sceaux en or dans une tombe de guerrier de l'âge du bronze datée de près de 1450 av. J.-C.,. La pierre a attiré l'attention pour les détails complexes de ses gravures compte tenu de sa petite taille, dont certains ne sont visibles que par photomicrographie. Lors de sa découverte, l'agate, recouverte de calcaire, a subi un processus de nettoyage qui a duré plus d'un an avant que ses gravures ne soient révélées. On estime que le sceau a été créé en Crète en raison d'un consensus de longue date sur le fait que les Mycéniens importaient ou volaient les richesses de la Crète minoenne. Le fait que la pierre ait été trouvée dans une tombe mycénienne en Grèce continentale est évocateur de l'échange culturel entre les civilisations minoenne et mycénienne. On estime que ce sceau représente le guerrier qui a été enterré avec, mais il est possible que ce soit un prêtre.
L'agate fait partie d'un ensemble funéraire, la « tombe au griffon », nommée ainsi à cause d'une de ses plus belles pièces, une plaque d'ivoire décorée d'un griffon. Elle contenait aussi des épées de bronze à pommeau d'ivoire, des pièces d'orfèvrerie et d'argenterie.

## Importance
Le ministère grec de la Culture parle de cette trouvaille comme la plus importante découverte en Grèce continentale des 65 dernières années. La petitesse et la complexité des détails gravés suscitent des questions concernant la capacité des civilisations de la Grèce antique à créer de tels objets. Certains archéologues pensent que ces détails pourraient avoir été créés à l'aide d'une loupe, bien qu'aucune n'ait jamais été découverte sur l'île de Crète. Son codécouvreur, Jack Davis, décrit la pièce comme « incompréhensiblement petite », en faisant remarquer que des œuvres d'art avec tant de détails n'apparaîtraient pas « avant un autre millier d'années ». Les chercheurs ont affirmé que cette découverte remettait en cause le consensus auparavant établi concernant le développement artistique de la civilisation minoenne. Bien que daté comme appartenant à l'âge du bronze égéen, Jack Davis fait remarquer que le style ressemble davantage à celui de la période classique, qui s'est développé près d'un millénaire plus tard, en raison de l'ampleur des connaissances anatomiques exprimées dans les gravures de la pierre.
Olga Kryzskowska, spécialiste des sceaux à l'université de Londres, pense que cette prouesse technique est à mettre en rapport avec l'invention du tour à axe horizontal, qui permet de graver des pierres dures comme l'agate, le quartz, le jaspe ou la cornaline.

Scènes similaires sur des sceaux mycéniens
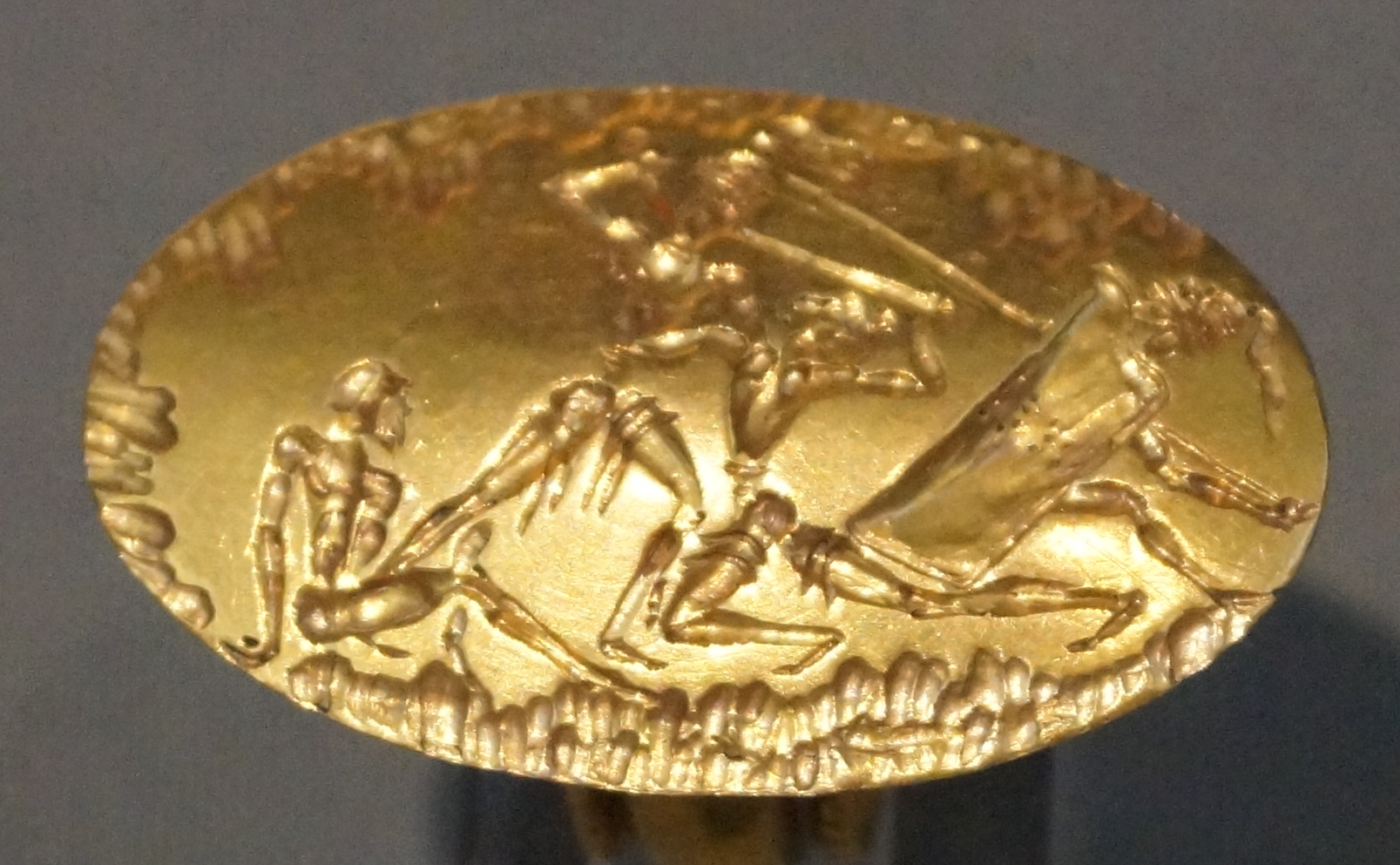
Anneau avec scène de combat similaire, cercle funéraire A, tombe à puits IV, Mycènes. Musée national archéologique d'Athènes.
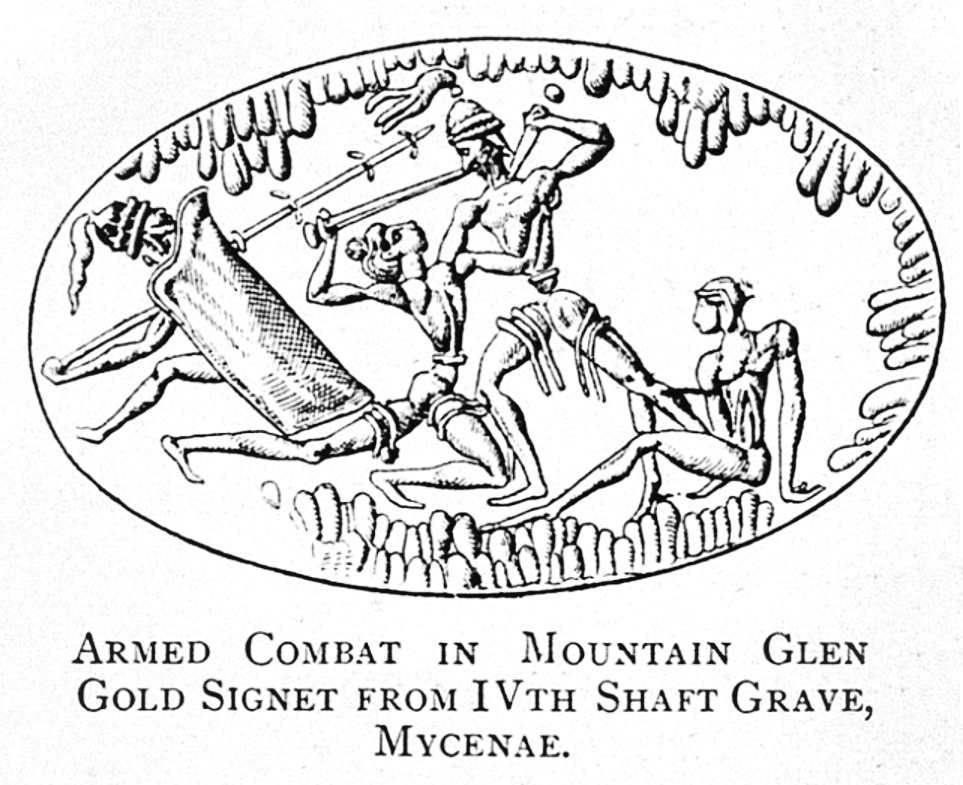
Croquis de la gravure de l'anneau de la tombe à puits IV, Mycènes. (image d'empreinte, donc inversée)